# ساگا پرل دوم
ساگا پرل دوم (به انگلیسی: Saga Pearl II) یک کشتی است که طول آن 164.30 meters می‌باشد. این کشتی در سال ۱۹۸۱ ساخته شد.